# ФК Пюник
Пюник (на арменски: Փյունիկ) е арменски футболен клуб от град Ереван.

## История
Пюник е най-титулуваният клуб в страната от създаването на премиер лигата през 1992 г.
Основан е през 1992 г. под името Хоменетмен Ереван, което носи до сезон 1995 – 1996, когато се преименува на Пюник. След като печели два пъти титлата, Пюник изпитва сериозни финансови задължения и фалира през 1999 г.
През 2001 г. е основан наново, когато се обединява с ФК Арменикум и се включва в премиер лигата, без да играе в долните дивизии. Собственик на отбора става арменският бизнесмен Рубен Хайрапетян, който назначава най-добрите треньори в страната. Това дава бързи резултати и Пюник става шампион и носител на купата през 2002 г.

## Успехи
- Премиер:
  -  Шампион (13) : 2001, 2002, 2003, 2004, 2005, 2006, 2007, 2008, 2009, 2010, 2015, 2022, 2023/24
  -  Сребърен медал (3) : 2010/11, 2018/19, 2022/23
  -  Бронзов медал (3) : 2010/11, 2015/16, 2024/25
- Купа на Армения:
  -  Носител (8) : 1996, 2002, 2004, 2009, 2010, 2012/13, 2013/14, 2014/15
- Суперкупа на Армения:
  -  Носител (9) : 1997, 2001, 2003, 2004, 2006, 2007, 2008, 2010, 2011, 2015
  -  Финалист (4) : 2003, 2006, 2009, 2025

## СНГ
- Купа на СНГ:
  -  Бронзов медал (1) : 2006[1]

## Известни бивши футболисти
- Артур Едигарян